# Erebia carmenta
Erebia carmenta är en fjärilsart som beskrevs av Hans Fruhstorfer 1909. Erebia carmenta ingår i släktet Erebia och familjen praktfjärilar. Inga underarter finns listade i Catalogue of Life.